# Macrorrhyncha gorodkovi
Macrorrhyncha gorodkovi är en tvåvingeart som beskrevs av Zaitzev 1994. Macrorrhyncha gorodkovi ingår i släktet Macrorrhyncha och familjen platthornsmyggor. Inga underarter finns listade i Catalogue of Life.